# Filatima
Filatima är ett släkte av fjärilar som beskrevs av August Busck 1939. Filatima ingår i familjen stävmalar.

## Dottertaxa tillFilatima, i alfabetisk ordning[1][2]
- Filatima abactella
- Filatima albifemorella
- Filatima albilorella
- Filatima albipectus
- Filatima albisostella
- Filatima amorphaeella
- Filatima angustipennis
- Filatima arizonella
- Filatima asbolodes
- Filatima asiatica
- Filatima aulaea
- Filatima autocrossa
- Filatima betulae
- Filatima biforella
- Filatima bigella
- Filatima biminimaculella
- Filatima caecella
- Filatima canopulvella
- Filatima catacrossa
- Filatima clarkella
- Filatima collinearis
- Filatima confusatella
- Filatima confusella
- Filatima cushmani
- Filatima demissae
- Filatima demophila
- Filatima depressostrigella
- Filatima depuratella
- Filatima digrapta
- Filatima epigypsa
- Filatima epulatrix
- Filatima fontisella
- Filatima frugalis
- Filatima fuliginea
- Filatima glycyrhizaeella
- Filatima golovina
- Filatima gomphopis
- Filatima hemicrossa
- Filatima incomptella
- Filatima inquilinella
- Filatima isocrossa
- Filatima karsholti
- Filatima kerzhneri
- Filatima lapidescens
- Filatima lepidotae
- Filatima lithodes
- Filatima monopa
- Filatima monotaeniella
- Filatima natalis
- Filatima neotrophella
- Filatima nigripectus
- Filatima normifera
- Filatima nucifer
- Filatima obidenna
- Filatima obscuroocelella
- Filatima obscurosuffusella
- Filatima ochreosuffusella
- Filatima ornatifimbriella
- Filatima pagicola
- Filatima pallipalpella
- Filatima perpensa
- Filatima persicaeella
- Filatima platyochra
- Filatima pravinominella
- Filatima procedes
- Filatima prognosticata
- Filatima promonitrix
- Filatima pseudacaciella
- Filatima quadrimaculella
- Filatima rhypodes
- Filatima rivulata
- Filatima roceliella
- Filatima saliciphaga
- Filatima sciocrypta
- Filatima serotinella
- Filatima shastaella
- Filatima sperryi
- Filatima spilosella
- Filatima spinigera
- Filatima spurcella
- Filatima striatella
- Filatima tephrinopa
- Filatima tephritidella
- Filatima textorella
- Filatima transylvanella
- Filatima tridentata
- Filatima trifasciella
- Filatima turbidella
- Filatima ukrainica
- Filatima unctulella
- Filatima vaccinii
- Filatima vaniae
- Filatima virgea
- Filatima xanthuris